# Елен Гордон
Елен Гордон-Лазарефф (фр. Hélène Gordon-Lazareff; 21 вересня 1909 — 16 лютого 1988) — французька журналістка, засновниця журналу «Elle», дружина медіамагната П'єра Лазареффа.

## Біографія
Елен Гордон народилася в Ростові-на-Дону у сім'ї російського тютюнового магната Бориса Гордона, відомого мецената і любителя поезії. У власній типографії він друкував вірші символістів і публікував невидані твори Достоєвського. Сім'я Гордон була змушена емігрувати за кордон під час Жовтневого перевороту 1917 року. Батько Елен встиг вивезти з країни свої капітали і вкласти їх у європейські банки, тому в Парижі родина не зазнала бідності.
В дитинстві Елен довелося жити в різних містах Європи, але більшу частину свого часу вона провела у Парижі. Навчалася у ліцеї Генріха IV, пізніше — в Сорбонні на факультеті етнології. Закінчивши навчання, засновниця Elle вирушила до Африки. Свої дорожні замітки Елен віднесла головному редактору газети "Paris-Soir", П'єру Лазареффу. Наступного дня їх було включено до номера, і того ж дня П'єр запропонував дівчині вести дитячу рубрику. У "Paris-Soir" Елен друкувалася під псевдонімом «Tante Juliette» (у перекладі — Тітонька Джульєтт).
Після одруження з П'єром подружжя втікає до Нью-Йорка, тому що у Франції розпочинається переслідування євреїв. В Нью-Йорку Елен продовжує працювати в сфері журналістики і співпрацює з такими виданнями, як Harper's Bazaar і New York Times. Дівчина чудово володіла англійською, тому це допомогло їй у роботі з американськими ЗМІ.
В 1944 подружжя повертається до Франції. П'єр стає генеральним директором видавництва, яке випускає "Paris-Soir". Пізніше цей бізнес піде вгору, що зробить чоловіка Елен першим європейським медіамагнатом.
Повернувшись до Парижу, Елен має намір створити власне видання про моду. Вона відкриває редакцію в тому будинку, де знаходиться "Paris-Soir", тільки двома поверхами вище.
В перших випусках, окрім заміток про модні тренди, були розповіді письменниці Колетт, створені за замовленням редакції.
Журнал друкувався в США, що дозволило йому мати конкурентну перевагу — можливість розміщення кольорових фотознімків, що не мали на той час французькі видання. У першому номері Elle були поради про те, як залишатися вільною і привабливою, незважаючи на дефіцит і харчування за талонами, як перешивати старі сукні, щоб вони були в моді, рецепти страв.
Журнал швидко набував популярності й став одним із найтиражніших жіночих видань про моду.
Елен Гордон померла у 1988, через 16 років після смерті чоловіка.

## Особисте життя
Перший шлюб Елен був невдалим. Одружившись у 19 років, вона розлучилася з чоловіком вже через 3 роки. За цей час у подружжя народилася дочка — Мішель.
Другим чоловіком Елен став П'єр Лазарефф, головний редактор газети "Paris-Soir". Вони одружилися в 1939 році.

## Цікаві факти
- Елен та її чоловік мали маєток у Лувесьєнні, де приймали відомих людей. Серед них були Франсуаза Саган, Марія Каллас, Мартін Лютер Кінг, Ів Монтан, Симона Синьйоре та інші.
- Батько Елен займався доволі прибутковим бізнесом. Цигарки «Гордон» набували в Росії такої популярності, як «Мальборо» в Америці[8].
- Під час свого перебування в Африці Елен досліджувала плем'я догонів.